# Кентербери (регбийный клуб)
«Кентербери» (англ. Canterbury) — новозеландская регбийная команда, являющаяся сборной Кентерберийского регбийного союза (англ. Canterbury Rugby Football Union). Территория, находящаяся в ведении союза, занимает значительную часть региона Кентербери. Традиционными для клуба цветами являются красный и чёрный. Одним из характерных элементов формы является регбийка в горизонтальную полоску.
Команда десять раз выигрывала чемпионат Новой Зеландии среди сборных провинций и регбийных союзов. В частности, в 2008—2012 годах сборная безраздельно владела главным призом турнира. Кроме того, «Кентербери» считается основным фарм-клубом команды «Крусейдерс», выступающей в престижнейшем клубном соревновании Южного полушария — Супер Регби.

## История
Кентерберийский регбийный союз был учреждён в 1879 году, одновременно с веллингтонским. 26 июля прошла учредительная встреча в Тимару, на которую прибыли делегаты от нескольких клубов. Позже от союза отделились объединения Южного и Центрального Кентербери.
Ныне союз управляет 47 клубами — это первый показатель в стране. Среди аффилированных союзу клубов есть и его члены-основатели 1879 года: «Крайстчерч», «Кристс Колледж», «Темука», «Рангиора», «Истерн», «Тимару», «Эшбертон» и «Саутбридж». Среди команд Эллесмерского и Северного подразделений союза проводится турнир PGG Wrightson Cup, в котором также участвуют представители регбийного союза Центрального Кентербери.
1 июня 1991 года команда Кентербери провела первую и единственную в истории встречу со сборной СССР, победив советских регбистов со счётом 73:15.

## Аффилированные клубы

### Подразделение «Эллесмер»
| - «Бёрнем» - «Бэнкс Пенинсула» - «Ваихора» - «Даймонд Харбор» | - «Дансандел/Ируэлл» - «Дарфилд» - «Кирви» - «Линкольн» | - «Листон» - «Пребблтон» - «Роллстон» - «Саутбридж» | - «Селвин» - «Спрингстон» - «Уэст-Мелтон» - «Шеффилд» |

### Подразделение «Северный Кентербери»
| - «Вайяу» - «Вуденд» - «Гленмарк» - «Кайяпои» - «Калверден» - «Оксфорд» - «Охока» | - «Сэрасинс» - «Хурунуи» - «Чевиот» - «Эмберсли» - «Энмер Спрингс» - «Эшли» - «Юнайтед» |

### Подразделение «Метрополитен»
| - «Белфаст» - «Бёрнсайд» - «Крайстчерч» - «Линвуд» - «Линкольн Юнивёрсити» - «Литтелтон» | - «Марист Альбион» - «Меривейл» - «Нью-Брайтон» - «Отаутахи» - «Парклендс» - «Сабёрбз» | - «Сайденем» - «Самнер» - «Хай Скул Олд Бойз» - «Хорнби» - «Ширли» - «Юнивёрсити» |

## Известные игроки
| - Грэм Бейкоп - Джейк Бёрнс - Тодд Блэкэддер - Бен Блэр - Дэрил Гибсон - Крейг Грин - Робби Динс - Крис Джек | - Дэн Картер - Йен Киркпатрик - Крис Лейдлоу - Данкан Макгрегор - Леон Макдоналд - Фёрджи Маккормик - Ричи Маккоу - Норм Максвелл | - Джастин Маршалл - Нэтан Мейджор - Марк Мейерхофлер - Эндрю Мертенс - Тейн Нортон - Скотт Робертсон - Марк Пауэлл - Уэйн Смит | - Грег Сомервилл - Люк Томпсон - Рубен Торн - Келвин Тремейн - Алейс Уайлли - Уилсон Уайнрей - Сонни Билл Уильямс - Грег Фик | - Стив Хансен - Йен Хёрст - Гевин Хилл - Джок Хоббс - Скотт Хэмилтон - Марк Хэмметт - Деннис Янг |

## Текущий состав
Сезон 2012 года.